# 메이 스티븐스
메이 스티븐스(영어: Mae Stephens, 2003년 3월 24일 ~ )는 영국의 음악가이자 틱톡커이다.